# DB-eater

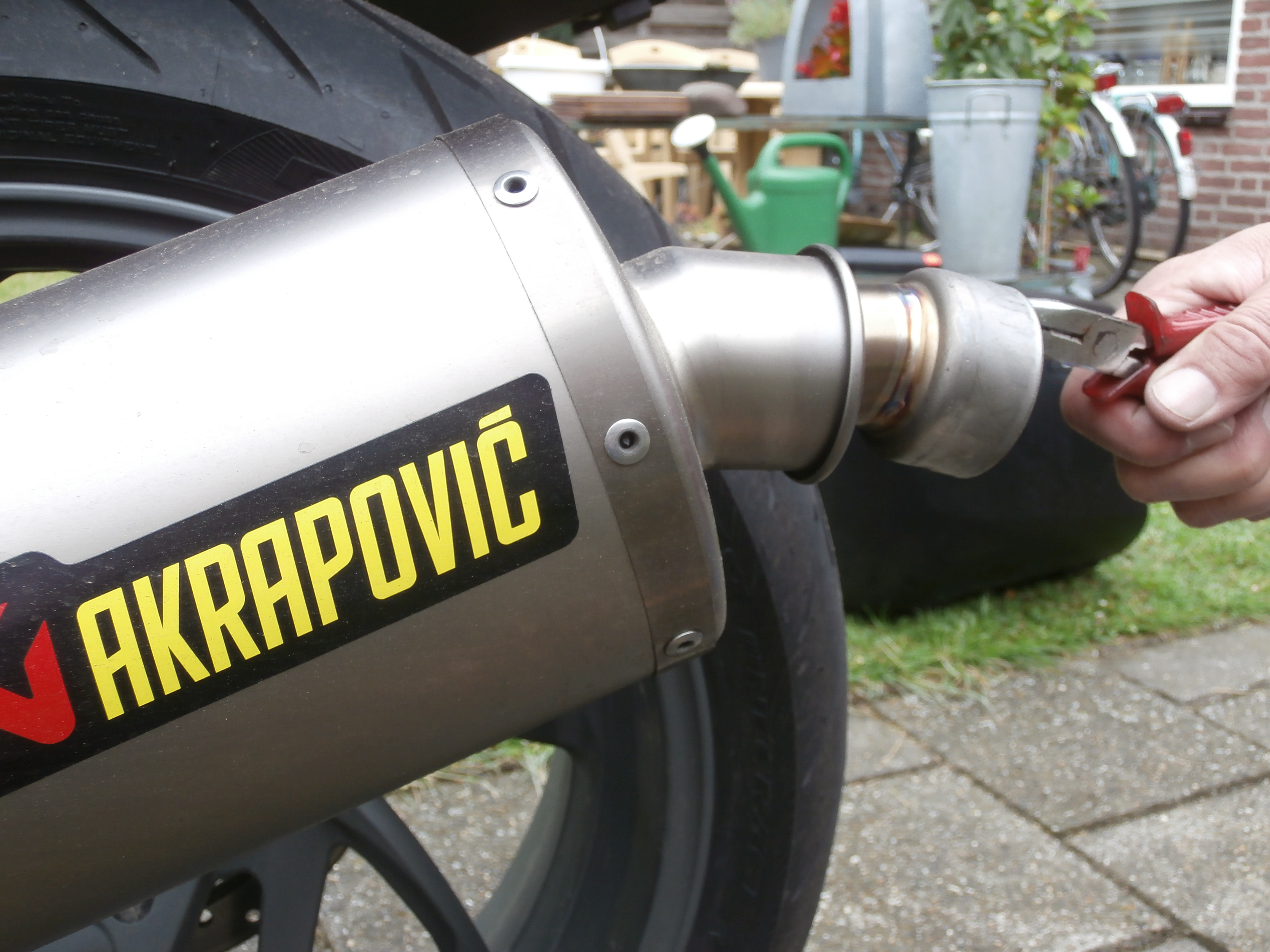
Het verwijderen van de DB-eater

Een dB-eater of DB-killer (decibel-eater/killer) is een buisje dat achter in een einddemper van het uitlaatsysteem van een motorfiets wordt gemonteerd om het uitlaatgeluid te onderdrukken.
DB-eaters worden bij het uitlaatsysteem geleverd en kunnen eenvoudig worden verwijderd of geplaatst. In het algemeen is het geluid mét geplaatste dB-eater legaal, zonder dB-eater te hard.